# ألفارو مورتي
ألفارو مورتي (بالإسبانية: Álvaro Morte) من مواليد (23 فبراير، 1975)، ممثل، مخرج مسرحي، منتج إسباني. لفت الأنظار إليه عندما لعب دور «البروفيسور» في المسلسل الإسباني الشهير بيت من ورق، حيث رشح عن دور البروفيسور لعدد من الجوائز الإسبانية مثل Feroz Awards وSpanish Actors Union و Zapping Awards. 

## أعماله
Immaculate
- لا كاسا دي بابيل (البروفيسور)
- إمرأتان

## وصلات خارجية
ألفارو مورتي على موقع IMDb (الإنجليزية)
- ألفارو مورتي على موقع ميتاكريتيك (الإنجليزية)
- ألفارو مورتي على موقع روتن توميتوز (الإنجليزية)
- ألفارو مورتي على موقع ألو سيني (الفرنسية)
- ألفارو مورتي على موقع قاعدة بيانات الفيلم (الإنجليزية)